# Anolis jacare
Anolis jacare este o specie de șopârle din genul Anolis, familia Polychrotidae, descrisă de Boulenger 1903. A fost clasificată de IUCN ca specie cu risc scăzut. Conform Catalogue of Life specia Anolis jacare nu are subspecii cunoscute.